# 橙矮星系統適居性
橙矮星（K型主序星）系統的適居性是天體物理學、天體生物學和系外行星學的一個研究對象。這類恆星的質量在0.6M☉-0.9M☉之間，它們的半徑和光度使它們的分類位於太陽這樣的黃矮星（G型主序星）和紅矮星（M型主序星）之間。
橙矮星的潮汐鎖定極限位於適居帶之內，這決定了在橙矮星適居帶之內的行星需要有一定的軌道半徑才能同時擁有類似地球的允許液態水存在的溫度和晝夜循環。有許多研究，諸如天體物理學家René Heller和John Armstrong在2014年於《天體生物學》雜誌上發表的文章，表明由於橙矮星的紫外線輻射水平、穩定性、生命週期和普遍性，它們可能比類太陽恆星更適合生命存在。已確認位於橙矮星系統的系外行星中包括克卜勒442b（地球相似指數0.84）。
總結所有資料來說，一般認為橙矮星系統可以為地外生命提供適宜生存環境的主要原因有以下幾點：
- 它們能夠在非紫外線光譜區中發出足夠的輻射[6]以使行星表面的溫度允許液態水的存在。
- 它們穩定在主序星時期中的時間也比太陽這樣的G型恆星更長，因此生命在圍繞K型主序星的行星上能夠演化發展的時間也更長。[7][8]
- 橙矮星的適居帶範圍從0.1AU-0.4AU到0.3AU-1.3AU[9]，當然適居帶的具體範圍取決於恆星的大小，通常情況下橙矮星適居帶內的行星離母星足夠遠，這避免了行星在地質時間內被潮汐鎖定，並且恆星耀斑的活動足夠低，不會對生命造成致命影響。相比之下，紅矮星不僅恆星活動過多，適居帶內的行星也會迅速被潮汐鎖定，使其不太可能適合生命存在。
- 考慮到橙矮星比G型主序星有更長的壽命，因此在它們周圍的行星上，複雜生命出現的機率可能比類太陽恆星周圍的行星要高[10]。K型主序星周圍的一些行星是地外生命的潛在候選者[7]。

## 特徵
橙矮星屬於K型主序星，質量在0.6M☉-0.9M☉，溫度為3500K-5000K，但是溫度低於4000K的主序星（涵蓋低質量橙矮星）通常不被認作橙矮星，而是歸入紅矮星的範疇。由於恆星的壽命與其質量和光度成反比，因此橙矮星的生命週期很長。和像太陽這樣的G型主序星的100億年壽命相比，K型主序星可以在主序星時期中停留200到400億年。這類恆星在宇宙最常見的恆星中排名第二，數量大約為9%。相比之下，紅矮星的數量則佔到大約80%，排名第一。

## 適居帶
橙矮星（K型主序星）的適居帶大約在距離恆星0.1AU-0.4AU到0.3AU-1.3AU之間，在這裡的行星接收到的紫外線輻射相對較少，尤其是在適居帶外邊緣的時候更是如此，這對生命的演化發展是有利的，因為這意味著行星可以接收到足夠的輻射能量以讓液態水存在於行星地表，同時也不會有致命量的輻射摧毀生命。
不過按平均值來說，橙矮星的適居帶距離它們的恆星的平均距離在0.5到1個AU之間，需要注意的是，這個距離會根據母恆星的大小和光度而有所不同。在0.64R☉的K5型橙矮星系統中，適居帶距離恆星的範圍是0.342到0.67AU，而在0.83R☉的K0型橙矮星系統中，這個範圍將在0.604到1.188 AU之間。在這種距離上並考慮到恆星質量，任何在這類橙矮星系統中可能存在的系外行星都會因為距離母恆星足夠遠而不會被潮汐鎖定，且不會受到來自母恆星的日冕物質拋射的影響。但最後一點對橙矮星來說並不像對紅矮星那麼重要，因為橙矮星要穩定得多。在它們的初始階段，M級恆星的恆星耀斑會在數月內會變暗多達40%，還可以產生能夠在幾分鐘內使光度加倍的耀斑。

## 生命相關
在非正式用語中，這些恆星被稱為“金鳳花星”，因為它們介於G型和M型之間，表現出兩者所具有的優點而沒有理論上的缺點。在2014年1月發表在《天體生物學》雜誌上的一項研究中，天體物理學家René Heller和John Armstrong討論了存在比地球更適合生命存在的系外行星的可能性，他們稱之為超級適居行星，建議的特徵之一是行星屬於K型主序星（橙矮星）系統。